# Pinus matthewsii
Espèce
Pinus matthewsii est une espèce éteinte de conifères de la famille des Pinaceae.